# Leucania cana
Leucania cana är en fjärilsart som beskrevs av George Francis Hampson 1891. Leucania cana ingår i släktet Leucania och familjen nattflyn. Inga underarter finns listade i Catalogue of Life.